# Theridion hemerobium
Theridion hemerobium là một loài nhện trong họ Theridiidae.
Loài này thuộc chi Theridion. Theridion hemerobium được Eugène Simon miêu tả năm 1914.